# منتخب كوبا لكرة القاعدة
منتخب كوبا الوطني لكرة القاعدة هو الفريق الذي يمثل كوبا في المنافسات الدولية لرياضة كرة القاعدة يعتبر من أقوى منتخبات العالم في هذه الرياضة حيث تمكن من الفوز بكأس العالم لكرة القاعدة 25 مرات ويحتل حالياً المركز الثالث في التصنيف العالمي لمنتخبات كرة القاعدة الوطنية  ويقوم إتحاد كوبا لكرة القاعدة بإدارة شؤونه.